# That's the Sound That Lonely Makes
«That's the Sound That Lonely Makes» es una canción interpretada por el grupo musical estadounidense Tavares. Fue publicado en diciembre de 1973 como el segundo y último sencillo de su primer álbum de estudio, Check It Out (1974).

## Recepción de la crítica
Un escritor no especificado de la revista Cash Box indicó que “se destacan las interpretaciones de voz principal y armonía, respaldadas por una fuerte sección de cuerdas que une el paquete”. Un escritor no especificado de la revista Billboard comentó: “De manera convincente. el grupo canta sobre la soledad donde ‘la realidad me hace llorar’. Hay un tempo medio cómodo que permite a los vocalistas definir claramente su caso. La orquesta añade una base poderosa a esta historia que todos pueden apreciar”. Un escritor no especificado de la revista Blues & Soul declaró: “El grupo de cinco integrantes Tavares Brothers tiene su primer lanzamiento británico con este, su segundo éxito estadounidense. En primer lugar, es una balada ondulante que, sin embargo, conserva un patrón rítmico definido. El departamento de melodía también es bueno y los hermanos demuestran ser excelentes armonistas. Puede que todo esto sea demasiado conmovedor para el mercado pop británico, pero la gente del soul sin duda lo apoyará”.

## Lista de canciones
| US 7-inch single |                                      |                                       |          |  |
| N.º              | Título                               | Escritor(es)                          | Duración |  |
| 1.               | «That's the Sound That Lonely Makes» | Johnny Bristol James Dean John Glover | 3:15     |  |
| 2.               | «Little Girl»                        | Billy Preston                         | 5:58     |  |

## Créditos y personal
Créditos adaptados desde las notas de álbum de Check It Out.
Tavares
- Antone “Chubby” Tavares – voz principal
- Perry “Tiny” Tavares – voz principal

Músicos adicionales
- James Gadson – batería
- James Jamerson, Jr. – bajo eléctrico
- Weldon Dean Parks, Melvin “Wah Wah” Ragin, David T. Walker – guitarra
- Joseph Sample – piano
- Michael Melvoin – teclados
- Gene Estes – percusión
- Bobbye Hall – conga
- H. B. Barnum - arreglos, conductor

Personal técnico
- Johnny Bristol – productor
- Greg Venable – ingeniero de audio
- Larkin Arnold – supervisor ejecutivo

## Posicionamiento
| Gráfica (1974)                              | Pico de posición |
| ------------------------------------------- | ---------------- |
| Estados Unidos (Billboard Hot 100)          | 92               |
| Estados Unidos (Billboard Hot Soul Singles) | 10               |
| Estados Unidos (Cash Box Top 100 Singles)   | 94               |
| Estados Unidos (Cash Box R&B Top 70)        | 27               |